# Rock industrial
Rock industrial é um gênero musical que mistura a música industrial com específicos subgêneros do rock. As primeiras fusões da música industrial com o rock foram praticadas por bandas pós-punk, incluindo Chrome, Killing Joke, Swans, Foetus e Big Black.

## História
A guitarra nunca foi um corpo estranho na música industrial. De Cabaret Voltaire ("Nag Nag Nag") à Skinny Puppy ("Testure"), todos usaram guitarras distorcidas como um elemento a mais nas suas composições. Paralelo a esses artistas, temos o Pós-punk do Joy Division, Killing Joke e Public Image Ltd. Esses três grupos - dentre outros - conseguiram fundir de forma bem-sucedida o Dub jamaicano, o Punk rock inglês e a batida mecânica do Kraftwerk, antecipando o rock industrial em muitos sentidos. Apesar disso tudo, ninguém antes do Ministry tinha feito "um Thrash metal com sequenciadores" (palavras do próprio Al Jourgensen).
Independente dos protestos headbangers, o metal industrial se firmou no começo dos anos 1990 - inclusive com a aprovação do mainstream. Prova disso foi o Ministry e o Nine Inch Nails concorrerem no Grammy para Best Metal Performance (1992). (Foi o NIN que levou a estatueta para casa). O nível de vendas também ia bem - o Nine Inch Nails conseguiu um disco de platina por Broken (1992) e o Ministry atingiria a mesma marca três anos depois com o seu Psalm 69 (1992).
Com o Guns N' Roses, a influência do rock industrial começou lentamente no início dos anos 1990, com a faixa My World do álbum Use Your Illusion II, lançado em 1991. Esse novo estilo, introduzido por Axl Rose, não agradou o guitarrista Slash, e nem o baixista Duff McKagan, o que levou a saída dos mesmos no final da década, em 1996 e 1997, respectivamente. Já em 1999, novos integrantes, e com as guitarras e o estilo único de Robin Finck, então integrante banda, Guns N' Roses lança o single promocional Oh My God, para o filme End of Days. Quase dez anos depois, em setembro de 2008, a banda lança o single Shackler's Revenge para o jogo Rock Band 2, do seu tão esperado álbum Chinese Democracy, lançado em novembro do mesmo ano. Apesar de cada música do álbum ter características únicas, a obra, num geral, tem fortes influências do rock industrial e nu metal. Depois do lançamento do Chinese Democracy, Rose disse ter material suficiente para um álbum duplo ou triplo, mas desde então nada foi lançado. Com inúmeras trocas de integrantes da banda nas décadas de 2000 e 2010, finalmente em 2016, com o retorno de Slash e McKagan, rumores indicaram que a banda estaria "tentando" produzir um novo álbum, provavelmente sobras da era Chinese Democracy, com possível influência do rock industrial, como visto nos singles Absurd e The General, lançados em 2021 e 2023, respectivamente.
Essa nova re-popularidade da música industrial se refletiu no número de encomendas por remixes que esses artistas receberam. Medalhões como Pantera, Prong, Megadeth, Anthrax e White Zombie encomendaram remixes para, respectivamente, o Godflesh, Foetus, Nine Inch Nails, Ministry e KMFDM. Até grupos de grindcore e death metal se renderam ao experimentalismo da música industrial. Membros do Obituary e Napalm Death se juntaram para montar o Meathook Seed; Mick Harris (ex-batera do Napalm) formou o Scorn; e o Morbid Angel encomendou um EP de remixes para a banda Laibach. Mas influência do rock industrial não parou no Metal; de mega-estrelas do rock alternativo (Red Hot Chili Peppers) até veteranos como David Bowie experimentaram com o estilo.
Esse surto de popularidade abriu as portas para a nova geração do rock industrial atingirem sucesso comercial - entre eles Marilyn Manson, a Maldita (RJ) e a Desrroche (BA) no Brasil, Filter, Fear Factory, Stabbing Westward, Rob Zombie, Powerman 5000, Porcelain and the Tramps e os alemães do Rammstein. Segundo os cálculos da RIAA (Recording Industry Association of America) o gênero vendeu, só entre 1995-1999, cerca de 17,5 milhões de cópias nos Estados Unidos. E entre 2000-2005, 10 milhões de cópias.

## Críticas
"Com o Ministry, o som industrial deixou de ser chato". "Eles provam que, de agora em diante o conceito de "música pesada" terá de ser revisto". A empolgação da revista Bizz com o Ministry contrasta vividamente com uma resenha feita para o Tabula Rasa (1993) do Einstürzende Neubauten.